# Les Rues de Pantin
Pour plus de détails, voir Fiche technique et Distribution.
Les Rues de Pantin est un film français réalisé par Nicolas Leclère, sorti en 2016.

## Synopsis
Kogo, cinéaste japonais, vient passer quelques jours à Pantin chez un ami. Une adresse mal notée, la tour météo de Romainville, un colloque sur l'échec en art, une fille en bleu, auront raison de son programme.

## Fiche technique
- Titre : Les Rues de Pantin
- Réalisation : Nicolas Leclère
- Scénario : Nicolas Leclère
- Photographie : David Grinberg
- Montage : Nicolas Leclère
- Pays d'origine :  France
- Durée : 59 minutes
- Date de sortie : France, 23 novembre 2016[1] (présentation au festival de Pantin en 2015)

## Distribution
- Hiroto Ogi
- Astrid Adverbe
- Yann Guillemot
- Pascale Bodet
- Lou Castel

## Distinctions
- 2015 : Grand Prix du festival Côté court de Pantin (Prix d'interprétation masculine pour Hitoto Ogi)[2]